# María Fernanda Malo
Fuzz, a właściwie María Fernanda Malo (ur. 19 listopada 1985 w Cancún) – meksykańska aktorka, znana głównie z roli Sol de la Riva z telenoweli Zbuntowani (Rebelde).
Urodziła się w Cancún, następnie przeprowadziła do miasta Meksyk, gdzie zaczęła swoją karierę. Grała różne role w meksykańskich operach mydlanych, w 2005 roku zagrała też w filmie Efectos Secundarios.
Obecnie jest w meksykańskim zespole Poro's, którego  kierownikiem jest Rodrigo Gallegos.

## Pseudonimy artystyczne
- Marifer
- Fuzz

## Filmografia
- 2012: Miss XV jako Lula López
- 2008: Alma De Hierro jako Lore
- 2007: Hasta el Viento Tiene Miedo jako Jessica
- 2005: Efectos Secundarios jako Jossie
- 2005 - 2006: Zbuntowani (Rebelde) jako Sol de la Riva
- 2001: El Juego de la vida jako Marisol Robles
- 2000: La Casa en la Playa jako Tania
- 1996: La Culpa jako Lulú
- 1991: En Carne Propia jako Estefanía